# کنولف، مرسیا
کنولف، مرسیا (انگلیسی: Coenwulf of Mercia; ۱ ژانویهٔ ۰۸۰۰ – 821) از حکم‌رانان انگلیسی (مرسیا) در سده ۸ (میلادی) بود.